# شرمن (نوادا)
شرمن (به انگلیسی: Sherman) یک شهر در ایالات متحده آمریکا است که در شهرستان ایلکو، نوادا واقع شده‌است.